# Veľké Pole
Veľké Pole (deutsch Hochwies oder Hochwiesen, ungarisch Pálosnagymező – bis 1882 Velkapola) ist eine Gemeinde im Okres Žarnovica in der westlichen Mittelslowakei.
Sie ist rund 15 Kilometer von der Stadt Partizánske und 15 bis 20 Kilometer von der Stadt Žarnovica entfernt und befindet sich auf einem Bergrücken zwischen dem Tribetzgebirge (Tríbeč) und dem Vogelgebirge (Vtáčnik). Bis 1945 war der Ort das Zentrum der südlichsten und gleichzeitig kleinsten deutschen Sprachinsel im Hauerland. Unweit von Veľké Pole liegen die Ruinen von Brezová (dt. Birkenhain oder Plaza) eine verlassene Siedlung der Karpatendeutschen, die als Streusiedlung von Veľké Pole und Veľké Uherce aus besiedelt wurde.

## Geschichte
Der Ort wurde 1332 zum ersten Mal schriftlich als de Prato erwähnt. 1663 wurde ein Türkeneinfall erfolgreich abgewehrt. Die Spuren einer etwa 1 km langen Verteidigungsschanze entlang der westlichen Seite des Ortes sind heute immer noch sichtbar. Als Anerkennung für den erfolgreichen Widerstand gegen die Türken verlieh Kaiser Leopold I. Hochwies 1667 das Marktrecht.
Ab dem 19. Jahrhundert wanderte ein Teil der Bevölkerung ab. Mit dem Ende des Zweiten Weltkriegs und der Vertreibung der Karpatendeutschen erlosch die Sprachinsel schließlich.

Kirche

## Bevölkerung
| Jahr                | 1994 | 2004    | 2014     | 2024    |
| ------------------- | ---- | ------- | -------- | ------- |
| Anzahl der Personen | 476  | 467     | 385      | 417     |
| Unterschied         |      | −1,89 % | −17,55 % | +8,31 % |

| Jahr                | 2023 | 2024    |
| ------------------- | ---- | ------- |
| Anzahl der Personen | 425  | 417     |
| Unterschied         |      | −1,88 % |

## Bauwerke

### Kirche
Zu den Kulturdenkmälern gehört die um 1511 erbaute römisch-katholische Kirche im spätgotischen Stil. Sie wurde 1716 im Barockstil umgebaut und in der zweiten Hälfte des 19. Jahrhunderts renoviert. Für die Glocke der katholischen Kirche wird das Jahr 1696 erwähnt. Die Kirche ist Allen Heiligen geweiht. Als Zeichen eines großen Hagelsturms, bei dem große Teile des Dorfes durch diese Naturgewalt zerstört wurden, wurde 1792 vor der Kirche ein Bildstock errichtet. 2016 finanzierten die ehemaligen deutschen Bewohner und ihre Nachkommen eine neue Turmuhr.